# 愛知郡 (滋賀縣)
愛知郡（日语：／ Echi gun */?）是位於日本滋賀縣東部的郡。
現僅轄有以下1町：
- 愛莊町

在1879年實施郡區町村編制法時的轄區包括現在的愛莊町全部地區、東近江市的東北部地區、彥根市南部部分區域及犬上郡豐鄉町的西半部地區。

## 歷史
過去在令制國時代屬於近江國，17世紀江戶時代後郡內大多數地區成為彥根藩領地及幕府直屬領，其中近半數的幕府領又是委託給彥根藩代管的預地，此外也有小部分區域屬於近江宮川藩、旗本領或是寺舍領，而此地的幕府直屬領及旗本領則是由位於滋賀郡大津的大津奉行負責管理。
19世紀末明治維新後，原先的幕府直屬領及旗本領先後改隸屬大津裁判所及大津縣，其他原本屬於各藩的區域則在1871年實施廢藩置縣後，改隸屬彥根縣和宮川縣；不過在僅四個月之後的府縣整併中，郡內全數區域都被併入長濱縣，而長濱縣先是在三個月後更名為犬上縣，半年後又與滋賀縣合併。
1879年實施郡區町村編製法時，正式設置近代的行政區劃「愛知郡」，並在中宿村（位於現在的愛莊町）設置郡役所。

### 沿革

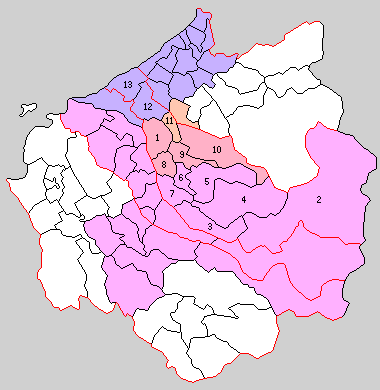
1889年愛知郡轄下的行政區劃：
1.愛知川村、2.東小椋村、3.西小椋村、4.角井村、5.東押立村、6.西押立村、7.豐椋村、8.豐國村、9.八木莊村、10.秦川村、11.日枝村、12.稻枝村、13.稻村
（紫色：現屬彥根市、桃色：現屬東近江市、紅色：現屬愛莊町、橙色：現屬犬上郡豐鄉町）

- 1889年4月1日：實施町村制，愛知郡下設：愛知川村（日语：愛知川町）、東小椋村（日语：東小椋村）、西小椋村（日语：西小椋村）、角井村（日语：角井村）、東押立村（日语：東押立村）、西押立村（日语：西押立村）、豐椋村（日语：豊椋村）、豐國村（日语：豊国村 (滋賀県)）、八木莊村（日语：八木荘村）、秦川村（日语：秦川村）、日枝村（日语：日枝村）、稻枝村（日语：稲枝村）、稻村（日语：稲村）。（13村）
- 1892年10月5日：東小椋村的高野地區分出設立為高野村（日语：永源寺高野町）。（14村）
- 1897年4月1日：神崎郡葉枝見村（日语：葉枝見村）改隸屬愛知郡。（15村）
- 1898年4月1日：實施郡制（日语：郡制），郡役所設於愛知川村。
- 1909年10月1日：愛知川村改制為愛知川町（日语：愛知川町）。（1町14村）
- 1923年4月1日：廢除郡會和郡參事會。
- 1926年7月1日：廢除郡役所，此後郡不再作為行政區劃，只作為地名的表示。
- 1943年4月1日：東小椋村、高野村和神崎郡山上村（日语：山上村 (滋賀県)）合併為永源寺村（日语：永源寺村），改隸屬神崎郡。（1町12村）
- 1954年11月3日：東押立村、西押立村和豐椋村合併為湖東町（日语：湖東町）[2]。（2町9村）
- 1955年1月1日：稻枝村、稻村、葉枝見村合併為稻枝町（日语：稲枝町）。（3町6村）
- 1955年2月11日：角井村和西小椋村合併為愛東村（日语：愛東町）[2]。（3町5村）
- 1955年4月1日：（4町2村）
  - 秦川村和八木莊村合併為秦莊町（日语：秦荘町）。[3]
  - 愛知川町和豐國村合併為新設立的愛知川町（日语：愛知川町）。[3]
- 1956年9月30日：日枝村和犬上郡豐鄉村合併新設立的豐鄉村，隸屬犬上郡。（4町1村）
- 1968年4月1日：稻枝町被併入彥根市。[4]（3町1村）
- 1971年2月11日：愛東村改制為愛東町（日语：愛東町）。[2]（4町）
- 2005年2月11日：愛東町、湖東町、八日市市和神崎郡永源寺町（日语：永源寺町）、五個莊町（日语：五個荘町）合併為東近江市[2]，同時脫離愛知郡。（2町）
- 2006年2月13日：秦莊町和愛知川町合併為愛莊町。[3]（1町）

### 變遷表
| 1889年4月1日   | 1889年 - 1912年              | 1912年 - 1944年                   | 1945年 - 1954年                   | 1955年 - 1989年                   | 1955年 - 1989年                   | 1989年 - 現在                    | 現在                             |
| -------------- | ---------------------------- | --------------------------------- | --------------------------------- | --------------------------------- | --------------------------------- | -------------------------------- | -------------------------------- |
| 蒲生郡市原村   | 蒲生郡市原村                 | 蒲生郡市原村                      | 蒲生郡市原村                      | 1955年4月1日 合併為神崎郡永源寺町 | 1955年4月1日 合併為神崎郡永源寺町 | 2005年2月11日 合併為東近江市     | 2005年2月11日 合併為東近江市     |
| 神崎郡山上村   | 神崎郡山上村                 | 1943年4月1日 合併為神崎郡永源寺村 | 1943年4月1日 合併為神崎郡永源寺村 | 1955年4月1日 合併為神崎郡永源寺町 | 1955年4月1日 合併為神崎郡永源寺町 | 2005年2月11日 合併為東近江市     | 2005年2月11日 合併為東近江市     |
| 東小椋村       | 東小椋村                     | 1943年4月1日 合併為神崎郡永源寺村 | 1943年4月1日 合併為神崎郡永源寺村 | 1955年4月1日 合併為神崎郡永源寺町 | 1955年4月1日 合併為神崎郡永源寺町 | 2005年2月11日 合併為東近江市     | 2005年2月11日 合併為東近江市     |
| 東小椋村       | 1892年10月5日 高野村         | 1943年4月1日 合併為神崎郡永源寺村 | 1943年4月1日 合併為神崎郡永源寺村 | 1955年4月1日 合併為神崎郡永源寺町 | 1955年4月1日 合併為神崎郡永源寺町 | 2005年2月11日 合併為東近江市     | 2005年2月11日 合併為東近江市     |
| 西小椋村       | 西小椋村                     | 西小椋村                          | 西小椋村                          | 1955年2月11日 合併為愛東村        | 1971年2月11日 改制為愛東町        | 2005年2月11日 合併為東近江市     | 2005年2月11日 合併為東近江市     |
| 角井村         |                              |                                   |                                   | 1955年2月11日 合併為愛東村        | 1971年2月11日 改制為愛東町        | 2005年2月11日 合併為東近江市     | 2005年2月11日 合併為東近江市     |
| 東押立村       | 東押立村                     | 東押立村                          | 1954年11月3日 合併為湖東町        | 1954年11月3日 合併為湖東町        | 1954年11月3日 合併為湖東町        | 2005年2月11日 合併為東近江市     | 2005年2月11日 合併為東近江市     |
| 西押立村       |                              |                                   | 1954年11月3日 合併為湖東町        | 1954年11月3日 合併為湖東町        | 1954年11月3日 合併為湖東町        | 2005年2月11日 合併為東近江市     | 2005年2月11日 合併為東近江市     |
| 豐椋村         |                              |                                   | 1954年11月3日 合併為湖東町        | 1954年11月3日 合併為湖東町        | 1954年11月3日 合併為湖東町        | 2005年2月11日 合併為東近江市     | 2005年2月11日 合併為東近江市     |
| 愛知川村       | 1909年10月1日 改制為愛知川町 | 1909年10月1日 改制為愛知川町      | 1909年10月1日 改制為愛知川町      | 1955年4月1日 合併為愛知川町       | 1955年4月1日 合併為愛知川町       | 2006年2月13日 合併為愛莊町       | 2006年2月13日 合併為愛莊町       |
| 豐國村         |                              |                                   |                                   | 1955年4月1日 合併為愛知川町       | 1955年4月1日 合併為愛知川町       | 2006年2月13日 合併為愛莊町       | 2006年2月13日 合併為愛莊町       |
| 八木莊村       | 八木莊村                     | 八木莊村                          | 八木莊村                          | 1955年4月1日 合併為秦莊町         | 1955年4月1日 合併為秦莊町         | 2006年2月13日 合併為愛莊町       | 2006年2月13日 合併為愛莊町       |
| 秦川村         |                              |                                   |                                   | 1955年4月1日 合併為秦莊町         | 1955年4月1日 合併為秦莊町         | 2006年2月13日 合併為愛莊町       | 2006年2月13日 合併為愛莊町       |
| 日枝村         | 日枝村                       | 日枝村                            | 日枝村                            | 1956年9月30日 合併為犬上郡豐鄉村  | 1971年2月11日 改制為犬上郡豐鄉町  | 1971年2月11日 改制為犬上郡豐鄉町 | 1971年2月11日 改制為犬上郡豐鄉町 |
| 犬上郡豐鄉村   |                              |                                   |                                   | 1956年9月30日 合併為犬上郡豐鄉村  | 1971年2月11日 改制為犬上郡豐鄉町  | 1971年2月11日 改制為犬上郡豐鄉町 | 1971年2月11日 改制為犬上郡豐鄉町 |
| 稻枝村         | 稻枝村                       | 稻枝村                            | 稻枝村                            | 1955年1月1日 合併為稻枝町         | 1968年4月1日 併入彥根市           | 1968年4月1日 併入彥根市          | 1968年4月1日 併入彥根市          |
| 稻村           |                              |                                   |                                   | 1955年1月1日 合併為稻枝町         | 1968年4月1日 併入彥根市           | 1968年4月1日 併入彥根市          | 1968年4月1日 併入彥根市          |
| 神崎郡葉枝見村 | 1897年4月1日 愛知郡葉枝見村  | 1897年4月1日 愛知郡葉枝見村       | 1897年4月1日 愛知郡葉枝見村       | 1955年1月1日 合併為稻枝町         | 1968年4月1日 併入彥根市           | 1968年4月1日 併入彥根市          | 1968年4月1日 併入彥根市          |